# Nesticella murici
Nesticella murici là một loài nhện trong họ Nesticidae.
Loài này thuộc chi Nesticella. Nesticella murici được miêu tả năm 2007 bởi Rodrigues & Buckup.